# 貝爾傳媒
貝爾傳媒（英語：Bell Media）是加拿大一家大眾媒體企業，為加拿大貝爾公司的一家子公司，旗下業務包括電視製作及廣播（資產包括CTV電視網、CTV第二台及Noovo）、廣播電台、數碼媒體及網站。

## 歷史

### 前身
加拿大貝爾公司於2000年與《環球郵報》母公司木橋（The Woodbridge Company）合組「貝爾環球傳媒」公司（Bell Globemedia），並收購CTV公司。貝爾持有該公司80%股份，餘下則歸木橋。貝爾環球傳媒則於2001年與可即可組成財團購入魁北克省的法語四季電視網，兩間公司的持股量分別為40%和60%，交易於同年12月7日獲加拿大視訊委員會（CRTC）批准。
貝爾於2005年12月宣佈減持貝爾環球傳媒股份，8.5%股權售予木橋、20%股權售予多倫多星報集團、另外20%股權則售予安大略教師退休金計劃；貝爾繼續保留該公司20%股份。這項交易於2006年8月完成。
2006年7月12日，Citytv的母公司CHUM有限公司宣佈將旗下的廣播媒體出售予貝爾環球傳媒；後者原本打算保留系統，而將以及其他資產轉售，以獲取CRTC批准交易。為了集資進行這宗交易，貝爾環球傳媒於2006年9月向既有股東出售額外股權，但貝爾沒有參與其中。交易過後，安大略教師退休金計劃持有的股權增至25%，而貝爾持有的股權則減至15%；公司名稱遂於2007年改為「CTV環球傳媒」（CTVglobemedia）。 
CRTC於2007年6月8日批准CTV環球傳媒收購CHUM。然而，Citytv當時全數五間直屬地區分台皆與當地的CTV電視網直屬分台直接競爭，CRTC遂下令CTV環球傳媒放售Citytv以防媒體壟斷。CTV環球傳媒於同月11日宣佈保留A-Channel系統，並將五間Citytv地區分台售予羅渣士通訊集團，交易作價為3億7500萬元。交易於同年9月28日獲CRTC批准，並於同年10月31日正式完成。（A-Channel於2008年易名為「A」，再於2011年易名為CTV第二台。）
CTV環球傳媒其後放售非核心資產，當中包括於因面臨財困而於2007年12月申請進入債權保護的四季電視網。Remstar於2008年收購四季電視網，並於2009年將之更名為「V」。

### 近期發展
貝爾於2010年9月宣佈再度購入CTV環球傳媒的所有廣播資產：貝爾打算以現金加股票方式向木橋、多倫多星報集團和安大略教師退休金計劃支付13億元，並承擔CTV環球傳媒的17億元欠債。貝爾亦計劃將其持有的部分《環球郵報》股權售回木橋，讓其取回該報的大多數操控權。交易當時預期於2011年4月完成，但《環球郵報》股權交易無需CRTC批准，故早於2010年12月完成。CTV環球傳媒交易於2011年3月7日獲CRTC許可，並於同年4月1日完成，貝爾傳媒遂告成立。
2012年3月16日，貝爾宣佈斥資33億8千萬元收購總部位於蒙特婁的星芒傳媒（Astral Media），並將其廣播資產歸入貝爾傳媒。貝爾計劃憑籍星芒傳媒持有的電影網絡（The Movie Network）以及加拿大版HBO頻道股權來增强其收費電視業務，以抗衡Netflix等串流媒體所帶來的競爭；此外貝爾亦期望透過星芒傳媒持有的法語廣播媒體擴展在魁北克省的市場佔有率。CRTC有感收購星芒傳媒後的貝爾在加拿大廣播市場佔有過多份率，故於2012年10月否決這宗交易。
貝爾和星芒隨後展開新一輪磋商，並同意將星芒的大部分英語電視頻道售予其他集團（如康力斯娛樂），以消除CRTC的顧慮。在原有計劃下，貝爾收購星芒傳媒後會佔有加拿大英語電視市場的42%；在新建議下貝爾在該市場的份率則減至35.7%。交易於2013年3月18日獲加拿大競爭局許可，而CRTC於同年5月舉行聽證會後亦在6月27日有條件批准這項交易。
貝爾傳媒從2015年起展開裁員行動，11月6日在多倫多和蒙特婁裁減380個製作、編輯、銷售和行政職位，同月17日再於多倫多、溫哥華和渥太華的地區電視台和電台裁減包括幕前人員在内的職位。
康力斯娛樂於2015年11月宣佈將其位於加拿大西部的特級收費電視業務營運權以2億1100萬元轉售予貝爾傳媒，電影中心（Movie Central）和安可道兩條頻道遂於2016年停播並由貝爾旗下的電影網絡（The Movie Network）取代，而貝爾亦籍此成為加拿大國内唯一持有HBO節目播映權的公司。
貝爾傳媒於2019年7月24日宣布從Remstar購入V電視網。該項交易於2020年4月3日獲CRTC批准，並於同年5月15日落實，V電視網則於同年8月31日改稱「Noovo」。

## 資產
貝爾傳媒的最大分部為貝爾傳媒電視（Bell Media Television），旗下資產如下：
- CTV電視網：加拿大規模最大、歷史最悠久和收視最高的私營英語免費電視網，包括其轄下全國21間直屬地區分台[註 1]；
- CTV第二台：次要電視系統，包括其轄下7間直屬地區分台（當中5間為免費廣播，餘下2間則以收費電視接收）
- Noovo：魁北克省法語電視網，包括其轄下5間直屬地區分台；
- 特雷斯（英语：Terrace, British Columbia）CFTK-TV（英语：CFTK-TV）和道森克里克CJDC-TV（英语：CJDC-TV）：這兩間位於卑詩省的地區電視台原屬星芒傳媒，2013年落入貝爾傳媒控制，2016年起播放CTV第二台節目，但保留原有的廣播品牌。

貝爾傳媒電視亦持有29個收費電視頻道，當中不少與美國的電視業者聯營，涵蓋下列節目類別：
| 節目類別             | 頻道                                      | 合作夥伴                                                                                             |
| -------------------- | ----------------------------------------- | --- |
| 體育                 | TSN、TSN2、RDS、RDS2、RDS Info 等         | 華特迪士尼電視（ESPN，股東）                                                                         |
| 音樂、青年節目、喜劇 | CTV喜劇台、Much、MTV加拿大、MTV2、Vrak 等 | 派拉蒙全球（授權MTV和爆笑頻道品牌）                                                                  |
| 紀實                 | 探索頻道加拿大版及其分支                  | 華納兄弟探索（持有部分頻道股權，其他頻道則授權使用品牌）                                             |
| 新聞                 | BNN彭博、CP24、CTV新聞台                  | 彭博有限合夥企業（授權貝爾傳媒使用彭博品牌）                                                         |
| 科幻                 | CTV科幻台、Z                              | Syfy（節目供應）                                                                                     |
| 娛樂                 | CTV戲劇台、E!                             | NBC環球（授權使用品牌）                                                                              |
| 按次收費節目         | Vu!、Venus                                | 無                                                                                                   |
| 特級頻道             | 加拿大版HBO、Crave、Super Écran 等        | 華納兄弟探索（HBO、HBO Max）、派拉蒙全球（Showtime）、迪士尼平台發行（20世紀影業作品）等（節目供應） |
| 其他                 | Fashion Television、Canal D 等            | 無                                                                                                   |

貝爾傳媒亦在國内擁有一系列地區電台，為國内規模最大的廣播電台營運商。此外，貝爾傳媒亦擁有電視和電台節目製作公司，以及入門網站「TheLoop.ca」。

### 附註
1. ↑  CTV的21間直屬地區分台包括大西洋分台的四個地區訊號和北安大略分台的四個地區訊號，以及卡加利分台CFCN設於列必珠的半轉播站，但不包括其他半轉播站。

## 外部連結
- 官方网站